# SuperHalfs
SuperHalfs ist eine europäische Halbmarathon-Laufserie. Die Laufserie richtet sich an alle Laufinteressierten vom Profi bis zum Amateur-Sportler.
Ziel ist es, die sechs Rennen in einer beliebiger Reihenfolge zu absolvieren. Eine zeitliche Begrenzung hierfür gibt es nicht. Nach Abschluss aller sechs Rennen erhalten die Läufer eine "SuperMedal" und werden Mitglied der SuperHalfs Hall of Fame.

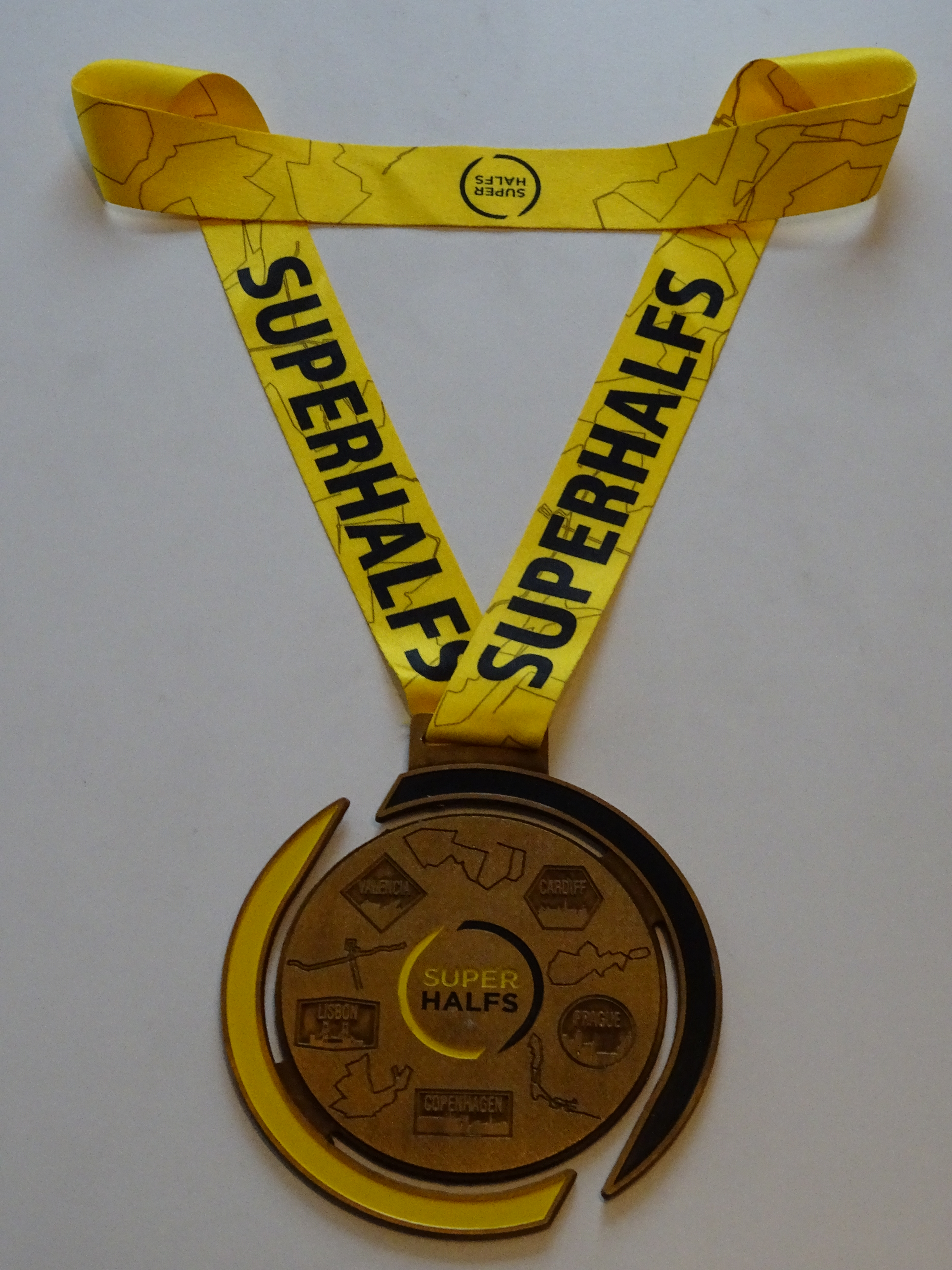
SuperMedal Vorderseite SH5 (Lissabon, Prag, Kopenhagen, Cardiff und Valencia)
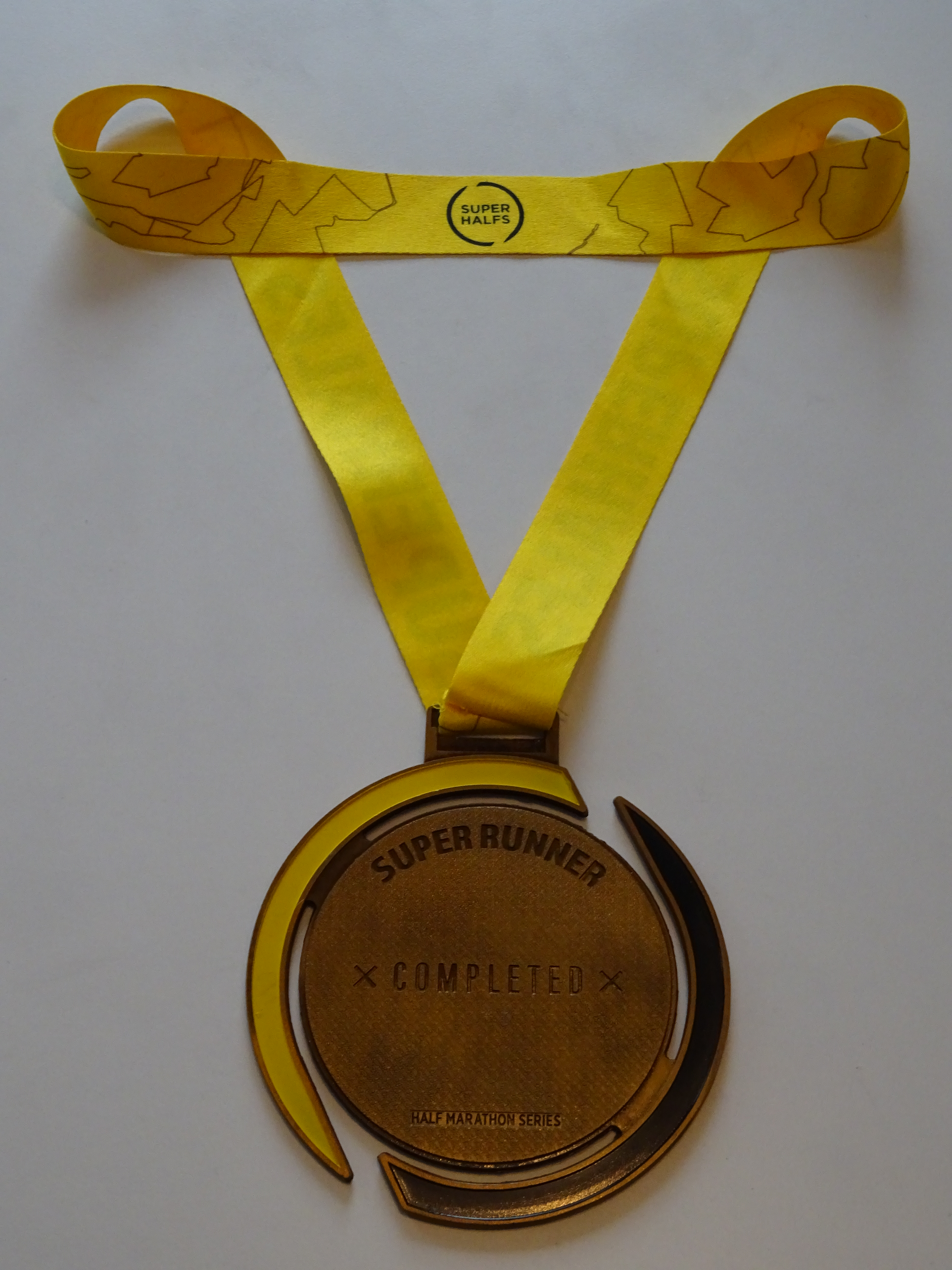
SuperMedal Rückseite SH5 (Lissabon, Prag, Kopenhagen, Cardiff und Valencia)

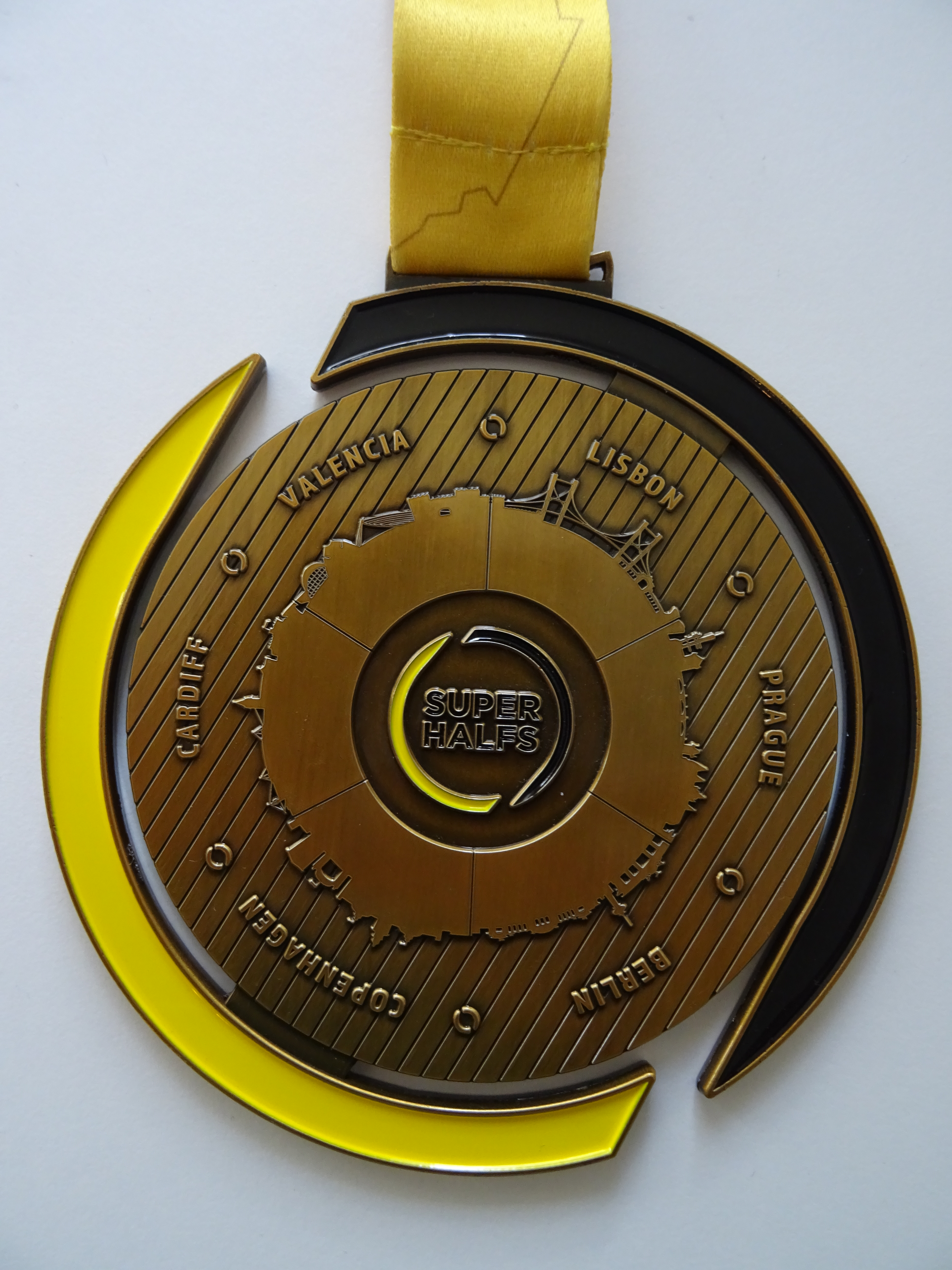
SuperMedal Vorderseite SH6
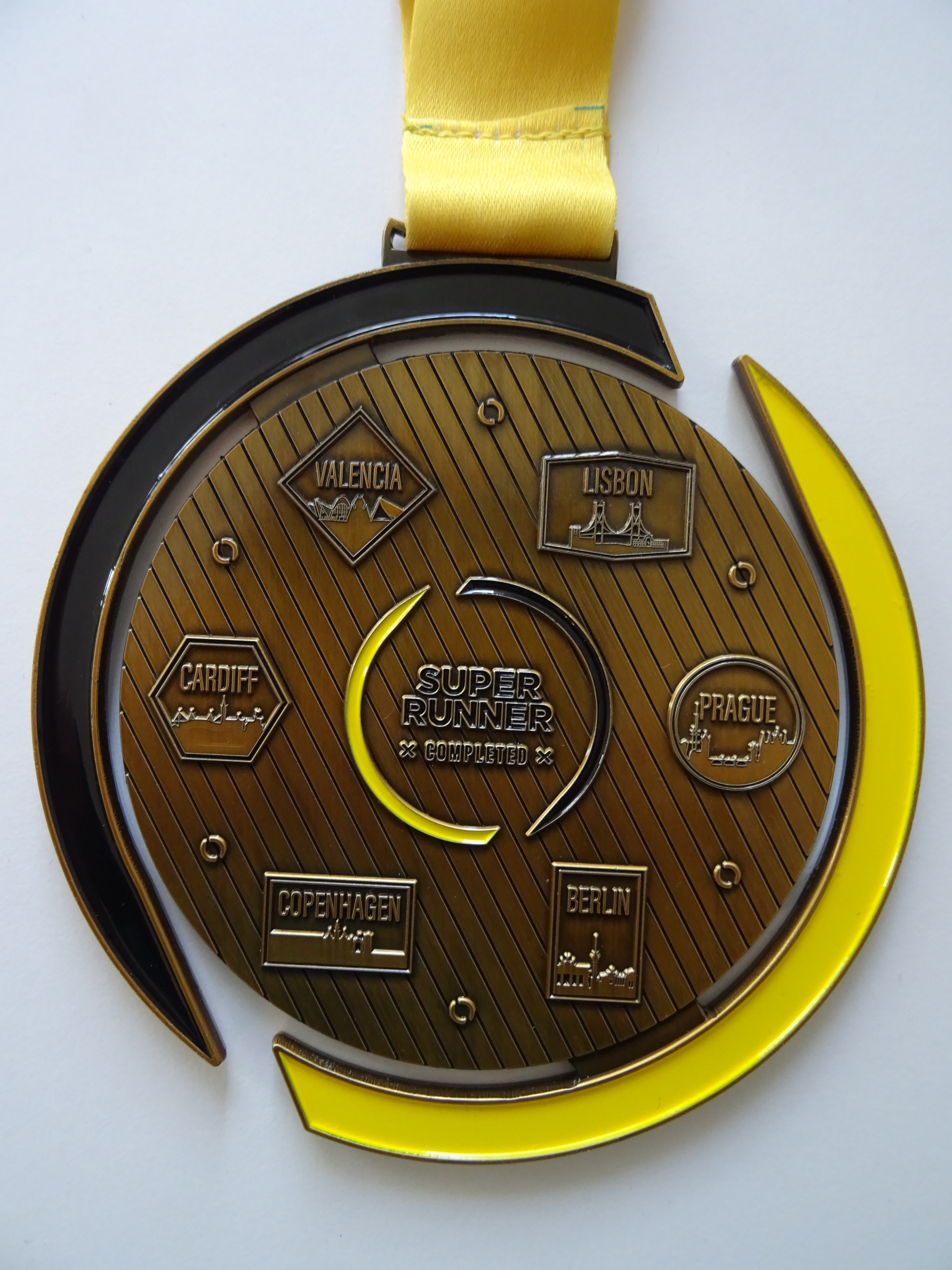
SuperMedal Rückseite SH6

## Geschichte
Beim zweiten European Running Congress, am 8. September 2019, gaben die fünf Renndirektoren der Halbmarathons in Lissabon, Prag, Kopenhagen, Cardiff und Valencia unter Vorsitz von Carlo Capalbo, Präsident von RunCzech, den Start der Serie im Jahr 2020 bekannt.
Die Auswahl zum Zusammenschluss der Halbmarathons erfolgte nach Qualität, Beliebtheit, Standort und Nachhaltigkeitspolitik der einzelnen Veranstaltungen.

Das Ziel war es, die fünf Rennen innerhalb der festgelegten Zeit von 36 Monaten, in beliebiger Reihenfolge, zu beenden.
Wegen der COVID-19-Pandemie wurden im Jahr 2020 alle Rennen abgesagt, bzw. fand der Valencia-Halbmarathon als reines Elite-Rennen statt. Nach diversen Verschiebungen haben 2021 nur 3 der 5 Rennen stattfinden können. Aus diesem Grund haben die veranstalter im Oktober 2021 beschlossen den Start der Serie in das Jahr 2022 zu verschieben. Die drei 2021 durchgeführten Rennen in Kopenhagen, Valencia und Lissabon, wurden entsprechend nicht für die Serie gewertet. Da die Verschiebung erst am 22. Oktober, 2 Tage vor dem Valencia-Halbmarathon, per E-Mail und Facebook offiziell bekannt gegeben wurde, gab es viele Sportler die bereits in Kopenhagen gelaufen sind und auch für die Rennen in Valencia und Lissabon angemeldet waren. Der Cardiff-Halbmarathon am 27. März 2022, ist auch nicht in die SuperHalfs Wertung eingegangen, da es sich dabei um die mehrfach verschobene Veranstaltung aus dem Jahr 2020 gehandelt hat.
Im Oktober 2023 gab die SCC EVENTS GmbH bekannt, dass der Berliner Halbmarathon ab 2024 Bestandteil der SuperHalfs Serie sein wird. Durch die Erweiterung auf sechs Rennen, wurde zudem die zeitliche Begrenzung auf 60 Monate verlängert.
Alle Teilnehmenden, die vor 2024 ihren ersten Lauf absolviert haben, konnten bis Ende 2023 wählen, ob sie nach den fünf ursprünglichen Rennen (SH5) ihre Serie beenden wollten oder auf die erweiterte (SH6) wechseln wollten. Teilnehmende, die bis Ende 2023 bereits die fünf ursprünglichen Läufe der SH5-Serie absolviert hatten und die damit verbundene "SuperMedal" erhalten haben, können mit der Erweiterung auf die SH6-Serie auch die neue "SuperMedal" für die SH6-Serie erhalten.
Im Februar 2025 wurde verkündet, dass die zeitliche Begrenzung komplett aufgehoben wird, weil es wegen der schnell ausverkauften Veranstaltungen nicht für alle Interessenten möglich ist, die Rennen innerhalb des ursprünglich vorgesehenen Zeitrahmens, von 60 Monaten, zu absolvieren.

## Die Rennen
|            | 2020                       | 2021                                    | 2022                   | 2023   | 2024   | 2025   | 2026   |
| ---------- | -------------------------- | --------------------------------------- | ---------------------- | ------ | ------ | ------ | ------ |
| Lissabon   | 22.03. Abg / 06.09. Abg    | 09.05. Abg / 12.09. Abg / 21.11. n.gew. | 20.03. Abg / 08.05.    | 12.03. | 17.03. | 09.03. | 08.03. |
| Prag       | 28.03. Abg / 06.09. Abg    | 27.03. Abg / 05.09. Abg                 | 02.04.                 | 01.04. | 06.04. | 05.04. | 28.03. |
| Berlin     |                            |                                         |                        |        | 07.04. | 06.04. | 29.03. |
| Kopenhagen | 13.09. Abg                 | 19.09. n.gew.                           | 18.09.                 | 17.09. | 15.09. | 14.09. | 20.09. |
| Cardiff    | 04.10. Abg                 | 28.03. Abg / 03.10. Abg                 | 27.03. n.gew. / 02.10. | 01.10. | 06.10. | 05.10. | 04.10. |
| Valencia   | 25.10. Abg / 06.12. n.gew. | 24.10. n.gew.                           | 23.10.                 | 22.10. | 27.10. | 26.10. | 25.10. |

 AbgAbgesagt

 n.gew.nicht gewertet